# 물티킬리아속
물티킬리아속(Multicilia)은 아메바계에 속하는 원생생물 속이다. 물티킬리아 마리나(Multicilia marina)를 포함하고 있다.